# Pjotr Michailowitsch Kapzewitsch

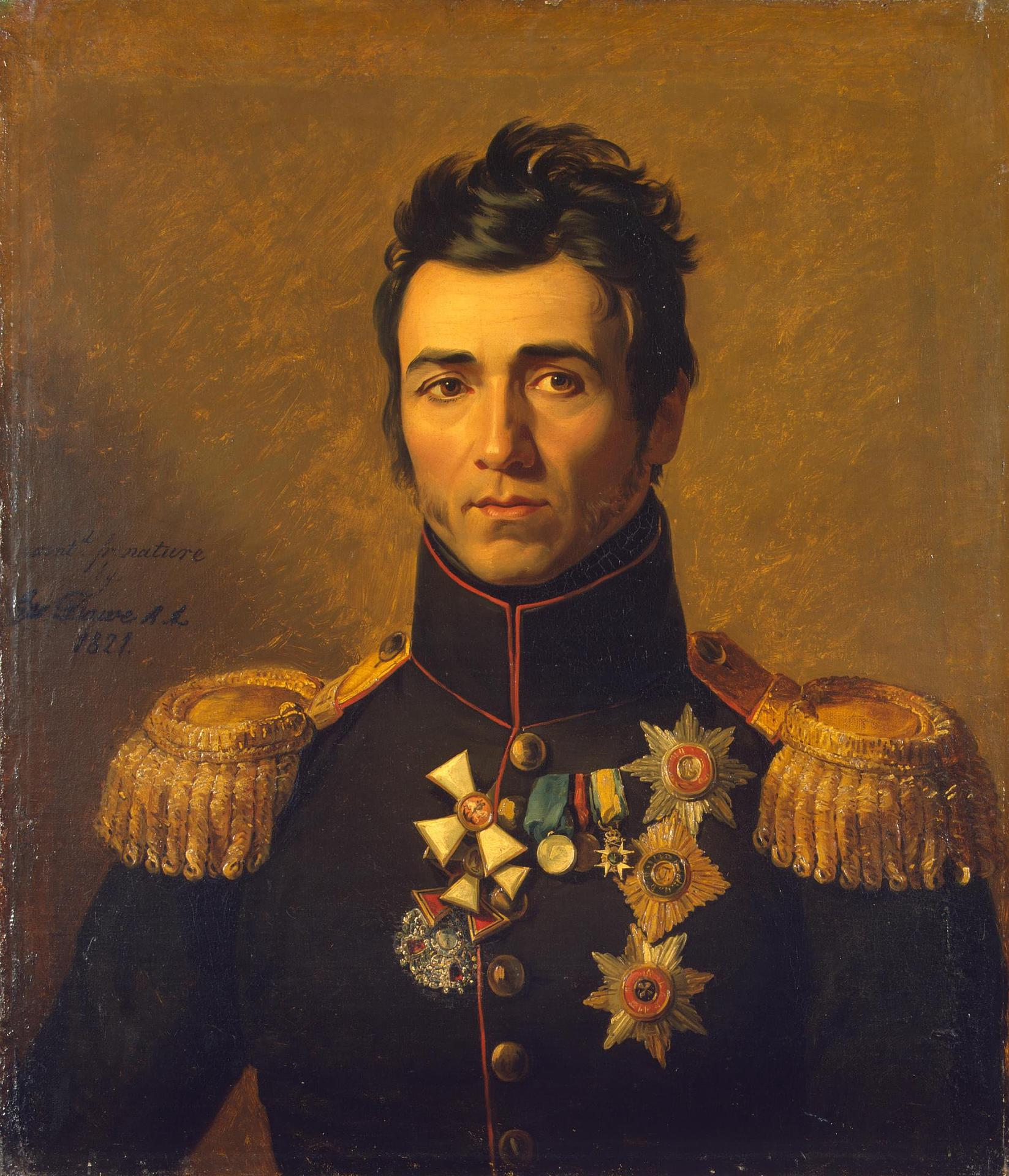
Pjotr M. Kapzewitsch, Porträt von George Dawe aus der Militärgalerie (Военная галерея) des Winterpalastes

Pjotr Michailowitsch Kapzewitsch (russisch Пётр Михайлович Капцевич; wissenschaftliche Transliteration Pëtr Michajlovič Kapcevič, * 1772; † 3. Juli 1840) war russischer General der Artillerie, der unter Zar Alexander I. diente und sich insbesondere in den Napoleonischen Kriegen auszeichnete.

## Leben
Kapzewitsch befehligte während Napoleons Invasion Russlands 1812 die 7. Infanterie-Division und zeichnete sich in der Schlacht um Smolensk (17./18. August 1812) und der Schlacht von Borodino (7. September 1812) aus.
In den Feldzügen des Jahres 1813 kommandierte er das 10. russische Infanterie-Korps, zeichnete sich insbesondere in der Völkerschlacht bei Leipzig (16./19. Oktober 1813) aus und wurde dafür vom Zaren mit dem Orden des Heiligen Georg zweiter Klasse geehrt.
Im Jahre 1814 führte er in Vertretung des Generals Langeron dessen Korps bis zur Einnahme von Soissons, danach eine Infanterie-Division.
Im Jahre 1819 wurde er zum Befehlshaber eines Korps in Sibirien ernannt und ehrenhalber Ataman der sibirischen Kosaken. Von 1822 bis 1827 war er Gouverneur von West-Sibirien im Generalsrang.
Ab 1828 kommandierte er ein Korps der sibirischen Landwehr.
Sein Grab findet sich nahe der Kirche in Nikolskoje, Region Sakmara, Oblast Orenburg.

## Ergänzungen
1. ↑  russisch Западно-Сибирское генерал-губернаторство